# 郑龙 (跳桥者)
郑龙（1979年—），茂名高州残疾农民。

## 个人经历
郑龙在高中时就已肄业，在东莞、深圳打过4年工，做过工厂的收发员、杂工、烘干工、烫衣工。2004年因病无法工作，休养在家。2005年，他花尽积蓄进行了第一次手术，但在香蕉林里的一次摔倒让他的病情恶化。2006年至2009年，他连续四年都来广州，第一次（2006年）是向广东省政协常委孟浩求助，第二次（2007年）是向广东电视台《今日关注》主持人郑达求助，第三次（2008年）是露宿街头。而第四次（2009年），原计划前往广东省人民医院看病，后因摩的司机的原因，改为在海珠桥进行跳桥秀。

### 跳桥秀
2009年5月8日早上6点多，郑龙趁保安不注意，爬上海珠桥桥梁去进行跳桥秀。这是海珠桥2009年以来第14宗、4月以来第9宗“跳桥”事件。5月11日，郑龙进行第二次跳桥秀，但在实施前已被阻止。6月，郑龙在海珠桥桥底（越秀区一侧）当场向广州电视台新闻频道《城市话题》节目记者表示后悔。